# Mil V-7
Mil V-7 là một mẫu trực thăng thử nghiệm 4 chỗ, được trang bị động cơ ramjet AI-7. Khung thân có dạng thon tròn hình trứng. Chỉ có 1 mẫu thử được chế tạo vào cuối thập niên 1950.
Dữ liệu kỹ thuật của Mil V-7:
- Động cơ: 2 x AI-7
- Đường kính rotor: 11,6m
- Tải trọng: 835 kg
- Trọng lượng rỗng: 730 kg